# Obrera (estación)
Obrera es una de las estaciones que forman parte del Metro de la Ciudad de México, perteneciente a la Línea 8. Se ubica en el centro de la Ciudad de México, en la alcaldía Cuauhtémoc.

## Información general
Debe su nombre al hecho de que se encuentra en la colonia Obrera, y su emblema es un casco y dos engranes, símbolos del trabajo de los obreros.

## Afluencia
Esta estación registró en 2014 un total de 3,948,811 usuarios localizándose en la estación número 12 con más afluencia de la línea 8. Los promedios de usuarios son los siguientes:
| Tipo de día   | Afluencia promedio |
| ------------- | ------------------ |
| Día festivo   | 6,614              |
| Día laboral   | 11,754             |
| Fin de semana | 8,939              |
| Anual         | 10,819             |

La siguiente tabla muestra la afluencia de la estación en los últimos 10 años:
| Afluencia Anual de Pasajeros | Afluencia Anual de Pasajeros | Afluencia Anual de Pasajeros | Afluencia Anual de Pasajeros | Afluencia Anual de Pasajeros | Afluencia Anual de Pasajeros |
| ---------------------------- | ---------------------------- | ---------------------------- | ---------------------------- | ---------------------------- | ---------------------------- |
| Año                          | Afluencia                    | A Diario                     | Ranking                      | Incremento                   | Ref.                         |
| 2023                         | 4,809,299                    | 13,176                       | 98°/195                      | +23.29%                      | [ 3 ]                        |
| 2022                         | 3,900,803                    | 10,687                       | 112°/175                     | +22.85%                      | [ 4 ]                        |
| 2021                         | 3,182,282                    | 8,718                        | 105°/195                     | +11.22%                      | [ 5 ]                        |
| 2020                         | 2,861,267                    | 7,817                        | 123°/195                     | -35.75%                      | [ 6 ]                        |
| 2019                         | 4,452,999                    | 12,200                       | 140°/195                     | +5.94%                       | [ 7 ]                        |
| 2018                         | 4,203,449                    | 11,516                       | 143°/195                     | -6.32%                       | [ 8 ]                        |
| 2017                         | 4,487,072                    | 12,293                       | 134°/195                     | -5.40%                       | [ 9 ]                        |
| 2016                         | 4,743,367                    | 12,960                       | 129°/195                     | -7.44%                       | [ 10 ]                       |
| 2015                         | 5,124,375                    | 14,039                       | 117°/195                     | +6.72%                       | [ 11 ]                       |
| 2014                         | 4,801,866                    | 13,155                       | 123°/195                     | +16.04%                      | [ 12 ]                       |

## Salidas de la estación
- Nororiente: Eje Central Lázaro Cárdenas esquina Fernando Ramírez, colonia Obrera.
- Suroriente: Eje Central Lázaro Cárdenas esquina Fernando Ramírez, colonia Obrera.
- Norponiente: Eje Central Lázaro Cárdenas esquina Dr. Arce, colonia Doctores.
- Surponiente: Eje Central Lázaro Cárdenas esquina Dr. Arce, colonia Doctores.

## Recursos adicionales
Plano de barrio de la estación
- Datos: Q6824651
- Multimedia: Estación Obrera (Metro de México) / Q6824651